# Alleaume d'Étival
Pour les articles homonymes, voir Alleaume et Adelin.
Alleaume d'Étival était un ermite du XIe siècle mort en 1152, disciple de Robert d'Arbrissel, qui s'établit dans le Maine, à proximité d'Évron et de Sainte-Suzanne (Mayenne).
Son nom est d'origine germanique (Adalhem), de adal, noble, et de helm, heaume, casque. On le retrouve également avec l'orthographe Adelin sous laquelle sont connus d'autres saints de l'Église.
Il est fêté localement le 27 avril en tant que un bienheureux chrétien.

## Biographie
Les forêts du Maine étaient à la fin du XIe siècle peuplées de nombreux disciples de Robert d'Arbrissel, de Vital de Mortain, de Bernard de Tiron et de Raoul de la Futaie. Leur renommée attirait de loin religieux fervents ou pêcheurs convertis. 
Alleaume vint de Flandre et fut donné comme compagnon à un vieil ermite nommé Aubert et qui habitait, croit-on, le lieu nommé plus tard l'Habit d'Aubert ou Saint-Ellier.
Aubert semblait ne connaître que le jeûne et la prière ; Alleaume gagnait les cœurs par son affabilité, et servait son maître avec une docilité parfaite.
Pourtant, quand il connut Bernard, le futur fondateur de Tiron, qui était venu occuper un ermitage voisin, il se lia d'amitié avec lui et voulut le rejoindre dans l'île de Chausey ; mais son tempérament ne put supporter le climat de cette île et de ses grottes humides.
Il revint donc à l'Habit d'Aubert avec l'intention de retourner à Chausey avec des vêtements plus chauds. Mais, nous dit l'abbé Angot, « il trouva le vieil ermite, son compagnon, dans un état navrant : le chagrin de son absence l'avait jeté dans une démence furieuse et dans un tel désespoir que, sans l'assistance continuelle de ses frères, il eût attenté à sa vie. Le retour d'Alleaume, le pardon qu'il lui demanda à genoux, la promesse de ne plus le quitter, firent rentrer la paix et la raison dans l'esprit du vieillard ».
Les supérieurs menacèrent Alleaume d'excommunication s'il tentait encore de s'enfuir. Il recouvra sa liberté quand Aubert se décida à chercher un asile pour ses derniers jours auprès de Raoul de la Futaie, dans la forêt de Fougères. Robert, Vital, Bernard et Raoul avaient déjà jeté les fondements de leurs établissements monastiques ou s'apprétaient à le faire. Alleaume fit de même.

Des disciples s'étaient déjà mis sous sa conduite ; Alleaume les emmena dans la forêt de la Charnie près de Sainte-Suzanne en un lieu déjà dédié, ou qui le fut par lui, à Saint Nicolas, entre Torcé-Viviers-en-Charnie et Blandouet.(« In silva de Carneta locus qui dicitur Sancti Nicolai », 1109); Ecclesia Sancti Nicolai in Charnia, 1197.

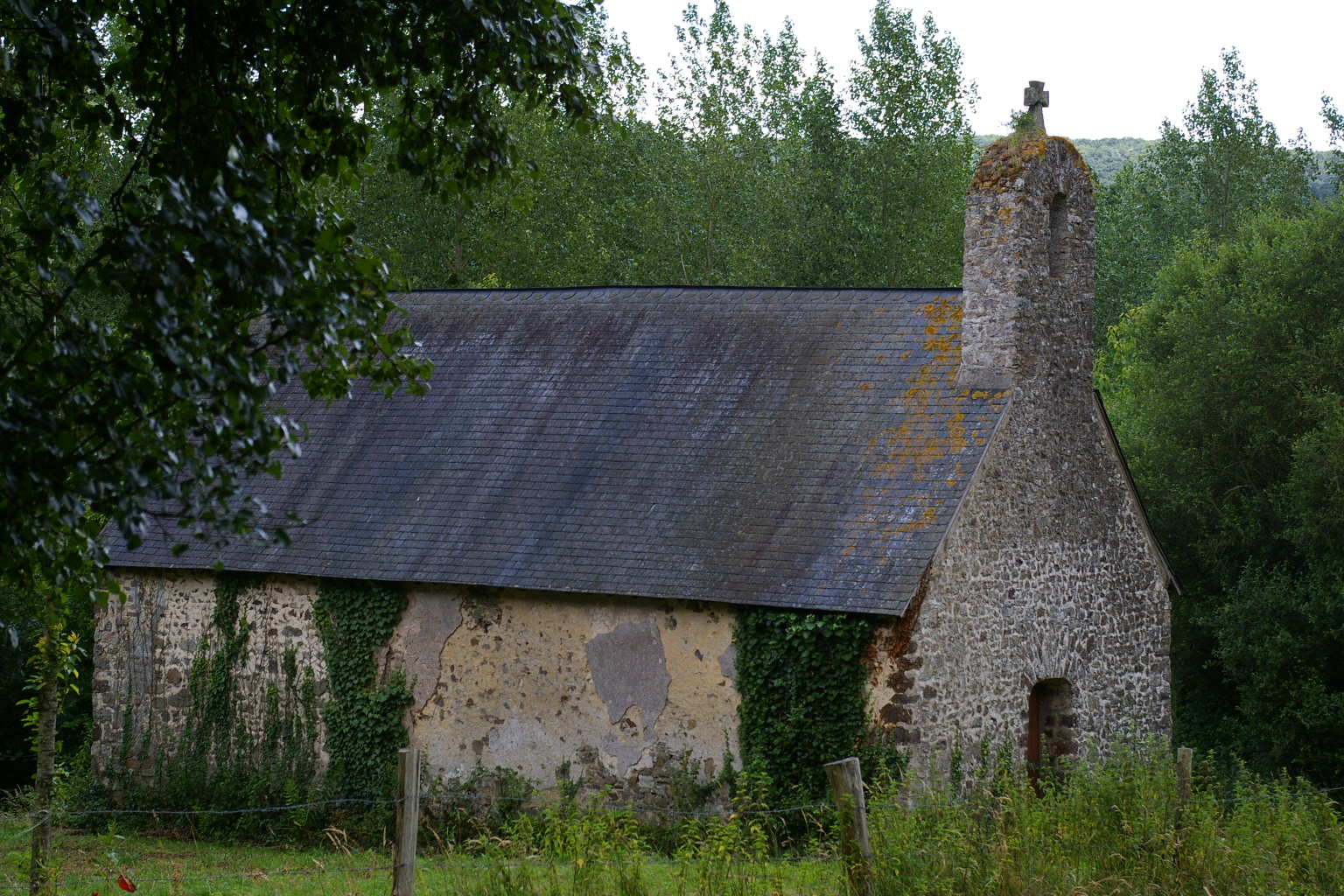
La chapelle Saint-Nicolas

Bientôt les femmes voulurent aussi se consacrer à Dieu sous sa direction. La vallée était à cet endroit trop étroite pour que l'on pût y réaliser une double fondation semblable à celle de Fontevraud.
Ce fut alors que Raoul VII de Beaumont, vicomte de Beaumont, qui possédait de vastes domaines dans lesquels était comprise la Charnie, « vint de lui-même demander au serviteur de Dieu le secours de ses prières » et lui offrir, pour ses moines à Saint-Nicolas, et, en 1109, pour les religieuses à Étival, dans un lieu pourvu d'étangs, le terrain qui convenait à un emplacement définitif.
Les deux couvents ne coexistèrent pas longtemps : celui de Saint-Nicolas ne survécut pas à son fondateur, mais les biens qu'il possédait profitèrent à l'abbaye d'Étival-en-Charnie qui, créée sous la conduite de Godehildis ou Godehilde, sœur de Raoul de Beaumont, non seulement se perpétua (jusqu'en 1790), mais fonda d'assez nombreux prieurés, soit dans le Maine (à Mariette, aux Pins, à Saint-Mesme, à Champfleury...), soit en Touraine, à Château-Renault et au Boulay. 
La paroisse de Livet fut donnée à saint Alleaume pour ses "filles" d'Étival. Le fondateur, après avoir vécu plus d'un demi-siècle dans le diocèse du Mans, « où il laissa, dit Dom Piolin, la réputation d'un docteur et d'un grand prédicateur », mourut le 27 avril 1152 et fut enterré dans l'église d'Étival. On y vénérait sa statue. À sa mort, l'abbaye d'Étival revint à l'abbesse Godehildis (Godehilde) de Beaumont.